# Аль-Камсія
Аль-Камсія (араб. القمصية) — місто в Сирії. Знаходиться в провінції Тартус, у районі Аш-Шейх-Бадр. Є центром однойменної нохії.
| Сирія | Це незавершена стаття з географії Сирії. Ви можете допомогти проєкту, виправивши або дописавши її. |